# Ozoroa uelensis
Ozoroa uelensis är en sumakväxtart som först beskrevs av Van der Veken, och fick sitt nu gällande namn av R. & A. Fernandes. Ozoroa uelensis ingår i släktet Ozoroa och familjen sumakväxter. Utöver nominatformen finns också underarten O. u. isotricha.